# (3496) Arieso
(3496) Arieso (1977 RC) – planetoida z grupy przecinających orbitę Marsa okrążająca Słońce w ciągu 4,48 lat w średniej odległości 2,72 j.a. Odkrył ją Hans-Emil Schuster 5 września 1977 roku.